# Ludvig Mylius-Erichsen
Ludvig Mylius-Erichsen (Viborg, 1872 – Groenlandia, 1907) è stato un esploratore danese.
Nel 1902 compì un viaggio in Groenlandia, impresa che replicò con una seconda spedizione nel 1906. Durante i suoi viaggi scoprì due fiordi, che battezzò Danmark e Hagen, ma morì nel corso della seconda spedizione.